# Armatosterna
Armatosterna is een kevergeslacht uit de familie van de boktorren (Cerambycidae). De wetenschappelijke naam van het geslacht werd voor het eerst geldig gepubliceerd in 1894 door Jordan.

## Soorten
Armatosterna omvat de volgende soorten:
- Armatosterna buquetiana (White, 1856)
- Armatosterna castelnaudii (Thomson, 1865)
- Armatosterna spinifera Jordan, 1894